# Robert Zinn
Valentin Robert Zinn (Filderstadt, 22 febbraio 1995) è un cestista tedesco con cittadinanza svizzera.
Playmaker di 195 cm, gioca nel Lugano Tigers.
Fa parte della nazionale svizzera ed esordisce in una partita di qualificazione agli europei contro la Macedonia.

## Statistiche

### Nazionale
| Cronologia completa delle presenze e dei punti in Nazionale - Svizzera | Cronologia completa delle presenze e dei punti in Nazionale - Svizzera | Cronologia completa delle presenze e dei punti in Nazionale - Svizzera | Cronologia completa delle presenze e dei punti in Nazionale - Svizzera | Cronologia completa delle presenze e dei punti in Nazionale - Svizzera | Cronologia completa delle presenze e dei punti in Nazionale - Svizzera | Cronologia completa delle presenze e dei punti in Nazionale - Svizzera | Cronologia completa delle presenze e dei punti in Nazionale - Svizzera |
| Data                                                                   | Città                                                                  | In casa                                                                | Risultato                                                              | Ospiti                                                                 | Competizione                                                           | Punti                                                                  | Note                                                                   |
| ---------------------------------------------------------------------- | ---------------------------------------------------------------------- | ---------------------------------------------------------------------- | ---------------------------------------------------------------------- | ---------------------------------------------------------------------- | ---------------------------------------------------------------------- | ---------------------------------------------------------------------- | ---------------------------------------------------------------------- |
| 17-9-2017                                                              | Massagno                                                               | SAM Massagno                                                           | 63 - 73                                                                | Svizzera                                                               | Amichevole                                                             | 4                                                                      | [ 2 ]                                                                  |
| 26-11-2017                                                             | Skopje                                                                 | Macedonia del Nord                                                     | 83 - 68                                                                | Svizzera                                                               | Qual. Euro 2021                                                        | 0                                                                      | [ 3 ]                                                                  |
| Totale                                                                 |                                                                        | Presenze                                                               | 2                                                                      |                                                                        | Punti                                                                  | 4                                                                      |                                                                        |

## Palmarès
- Campionato svizzero: 3

Fribourg Olympic: 2020-21, 2021-22
Lions de Genève: 2024-25
- Coppa di Svizzera: 2

Fribourg Olympic: 2022
Lions de Genève: 2025
- Coppa di Lega Svizzera: 1

Fribourg Olympic: 2022
- Supercoppa di Svizzera: 3

Lions de Genève: 2019
Fribourg Olympic: 2020, 2021